# ديفيد كلينون
ديفيد كلينون (بالإنجليزية: David Clennon)‏ مواليد 10 مايو 1943 في وكغن، الولايات المتحدة، هو ممثل أمريكي بدأ مسيرته الفنية سنة 1969. هو من الحائزين على جائزة الإيمي برايم تايم.

## الأعمال
- مطاردة الصحيفة
- الاتجاه إلى المجد
- الأعظم
- العودة للديار
- أن تكون هناك
- الشيء
- مفقود
- الرجال الحقيقيون
- سريانا
- جيه إدغار

## روابط خارجية
- ديفيد كلينون على موقع IMDb (الإنجليزية)
- ديفيد كلينون على موقع ألو سيني (الفرنسية)
- ديفيد كلينون على موقع ميوزك برينز (الإنجليزية)
- ديفيد كلينون على موقع أول موفي (الإنجليزية)
- ديفيد كلينون على موقع قاعدة بيانات برودواي على الإنترنت (الإنجليزية)
- ديفيد كلينون على موقع قاعدة بيانات الأفلام السويدية (السويدية)
- ديفيد كلينون على موقع إن إن دي بي (الإنجليزية)
- ديفيد كلينون على موقع قاعدة بيانات الفيلم (الإنجليزية)
- ديفيد كلينون على موقع كينوبويسك (الروسية)